# 一石二鳥
一石二鳥（いっせきにちょう）とは、｢一つの行為で二つの
利益を得ること｣という意味を持つ四字熟語である。この項目では類義語や対義語にも言及する。
鳥が2羽集っていたところで1羽の鳥を狙って石を投げたら、鳥が2羽とも落ちてきたという、17世紀のイギリスのことわざ「kill two birds with one stone.」（一つの石で二羽の鳥を殺す）の訳語である。四字熟語として世間一般に広く定着しているが、イギリス発祥なので漢籍の言葉ではない。
一石二鳥の生まれは、一つの石を一羽の鳥に向けて投げたら、二羽も鳥が落ちてきたということから。
言葉の意味から、3つ以上の利益が得られる場合は「一石三鳥」や「一石四鳥」などという造語が使われることもある。

## 類義語、対義語

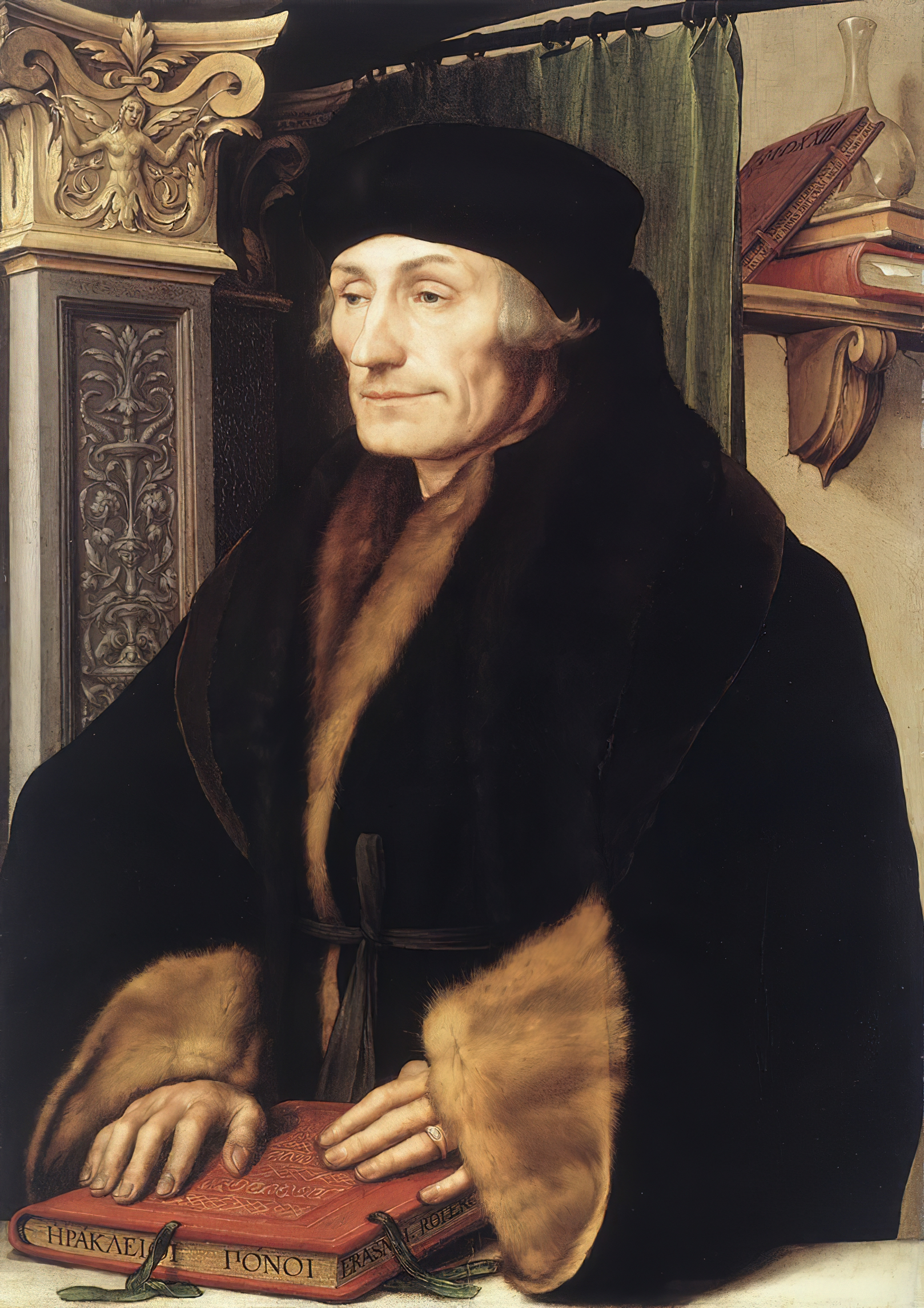
エラスムス

類義語としては「一挙両得」や「一挙両全」、「一箭双雕」が挙げられる。
一挙両得は『晋書』の束晰伝から出た言葉であり、一石二鳥とは違い漢籍の語である。一挙両全は一挙両得と同義である。一箭双雕（いっせんそうちょう）の出典は『北史』である。「箭」は「矢」を意味し、「雕」は「鷲」を指す。よって一本の矢を用いて二羽の鷲を撃ち落とす意になる。
対義語としては「虻蜂取らず」や「二兎を追う者は一兎をも得ず」、「一も取らず二も取らず」、「花も折らず実も取らず」、「欲の熊鷹股裂くる」、「欲す鷹は爪落とす」などがある。
上記の語全てに通じる意味は、「同時に複数個の物を狙い、結局何も得られない結果に終わる」という意味である。「虻蜂取らず」ではアブとハチを同時に狙っているというシチュエーションである「二兎を追う者は一兎をも得ず」は、ローマの諺からという説と、デジデリウス・エラスムスの『格言集』からという説がある。
将棋で自軍の一枚の駒で同時に敵軍の二枚の駒を次に取れる態勢に持ち込む手を両取りという。次の手でどちらかは取れるが、両方取れることはあり得ない。「両取り逃げるべからず」という格言も存在する。